# Ḫuwaši-Stele
Die ḫuwāši-Stele war ein hethitisches Kultmal aus Stein, das eine Gottheit repräsentieren oder deren Gegenwart anzeigen konnte.
Eine ḫuwaši-Stele war ein unbearbeiteter oder ein mehr oder weniger bearbeiteter Stein. Selten werden auch solche aus Holz oder Silber genannt. Die ḫuwaši-Stele des Wettergottes von Watarwa war mit Zinn belegt und stellte einen Mann mit Keule dar. Ein silbernes ḫuwaši war mit den Strahlen der Sonnengöttin verziert. Reliefs oder Inschriften konnten auf die als ḫuwaši-Stele verehrte Gottheit hinweisen. Wie Götterstatuetten wurde diese Stelen gewaschen und gesalbt und man brachte ihnen Opfer dar. Eine „ḫuwaši des Hundes“ genannte Stele markierte die Grenze des Landes Tarḫuntašša.
Im Gegensatz zu Götterstatuetten standen die ḫuwaši-Stelen meist im Freien in heiligen Hainen, die selbst ḫuwaši genannt wurden. Sie befanden sich mehrheitlich in der freien Natur außerhalb der Stadt. Nicht selten standen mehrere ḫuwaši-Stelen beieinander, bis zu 32 werden genannt. Tudḫaliya IV. ordnete an, umgefallene ḫuwaši-Stelen wieder aufzurichten und ihre vernachlässigten Opfer zu erneuern. Einige ließ er durch Statuetten ersetzen.
Ein ḫuwaši-Heiligtum wurde 2,5 Kilometer südlich der hethitischen Stadt Šarišša ausgegraben. Texte dieser Stadt nennen die ḫuwaši-Stelen des Wettergottes. Ob das Felsheiligtum Yazılıkaya ebenfalls ein ḫuwaši-Heiligtum war, ist umstritten.
Die Herkunft der Wortes ḫuwāši ist nicht geklärt und eine Entlehnung aus dem Akkadischen oder dem Hattischen wird erwogen. Denkbar ist auch ein indoeuropäischer Ansatz *h2uósi- ‘belebt’.